# 皮钦语
皮钦语（英語：pidgin，/ˈpɪdʒɪn/，或），是一种來自於兩個或以上的语言使用群體的语言。他們之間沒有通用语，為了彼此溝通而發展出的語言，和一般的語言相較皮欽語的政治、文化地位通常較低，通常不会是学校教育的语言。當皮欽語進一步發展，成為母語，出現完整文法，則形成稳定版本的混合语——克里奧語。
不同族群之間為了貿易，常會發展出這種語言，或是這個族群居住的國家，使用的語言與這個族群不同時，也會發展出皮欽語。特点是词汇量很小，都是从现有语言中的借词；没有固定的语法、句法。从纯粹语言学的观点看，皮钦语只是语言发展的一个早期阶段，指在没有共同语言而又急于进行交流的人群中间产生的一种混合语言，属于不同语言人群的联系沟通用的语言。比如索羅門群島和巴布亞紐幾內亞居民的母語是皮欽語。中国的皮钦语有洋泾浜英语、协和语等。
使用皮钦语的人在本族群内或家庭内仍然使用本族群的固有语言。而其新出生的后裔在其幼年时就与共同生活玩耍来自不同族群的同龄幼儿以当地的皮钦语为基础，自发的形成了新的母语（幼儿在习得语言阶段可以掌握多门母语），成为一种新的社会交际语，称之为克里奧語，开始逐步扩大词汇，形成严密固定的语法，仅需要十几年的时间里就发展成为固定下来的完善语言。

## 语源
pidgin 一词可能来自中国汉葡混杂语中当地人对 business 一词的发音。

## 产生条件
下列情形都能各自形成皮钦语：
1. 大量移民迁入和殖民，移民迁入的情况，当地人和外来者交际过程中彼此在语言上妥协而产生的一种能使双方勉强沟通的交际语言，语法规则减少到最低限度，并带有本地语法的痕迹；殖民的情况，殖民者与来自不同独立语言区之间的劳工，透過出现訊息交流而产生。
2. 民族、国家的邻界接触，这种皮钦语带有各自民族语言的特点，如青海黄南藏族自治州同仁县五屯镇有2000多人使用的一种汉藏混合语（五屯話），即所谓的皮钦语。
3. 间接接触，远距离的经济、文化交流。

## 发展
1. 不同语言密切接触的结果一般是经济文化地位相对较高的一种语言经过多语共存而逐渐替代经济文化地位相对较低的语言，但在有些社会条件下也会产生语言混合，甚至出现所谓的皮钦语，这种混合语经过长时间演变，可能形成一种语言。现在世界上许多地区数百万人依靠皮钦语作为传递信息的主要工具，巴布亚新几内亚等海岛国家或沿海国家，皮钦语具有官方语言或半官方语言的地位。克里奥尔语的产生就是皮钦语发展典型语言。该语言源自十七世纪后的非洲、美洲某些地区殖民统治者的种植园裡。由于种植园的劳工来自彼此不能通话的不同部落，不仅他们与殖民统治者之间没有共同的语言，就是他们之间也无法用自己的语言沟通。因此，带有殖民者语言的皮钦语就成了当地唯一共同交际的工具。这样，随着来自不同部落的劳工相互通婚，这种语言就作为母语传递给后代，随之就发展成克里奧語。
2. 皮钦语词汇量很小，其中绝大多数取自外语，极少数取自当地词汇。只用这少量的外语词汇和极其简单的语法规则，许多事物只能用迂回的比喻描画方式、用词组甚至句子来表达，如上海皮钦语把“胡子”叫做grass belong face（“属于脸的草”）。皮钦语在外来者的经济文化不占有绝对优势的情况下，只是一种短暂的语言现象。

## 現代例子
由於國際化與資訊科技的發達，加上大型人類族群間的互動已經有數百年的歷史了，現代較難觀察到此現象，除了研究者或探險商與原始部落互動的初期才有可能。不過聽障者之間亦有機會，如中美洲尼加拉瓜國手語的誕生。早期被誤導的聽人教育家會希望盡全力去提供聾人學習一個有經濟和文化地位的語言，有些聾啞學校會禁止學生使用手語，而同時老師們努力教他們讀唇語練習說話，但對於聽障學生仍會偷偷向一些會手語的人（比如留在該校的洗衣工作者）學手語，以便彼此溝通，畢竟手語比讀唇或是費盡心力去發他們彼此根本聽不見的聲音容易得多。1980年，尼加拉瓜政府初次成立特殊教育學校專門訓練聾生的口語能力，也就是說他們採用口語教學的方式教學生說西班牙語及讀唇語。但是當這一群沒有共同語言的孩子因為新學校設立第一次聚在一起時，以前從來沒見過面的孩子突然聚在一起形成一個社群，他們立刻用手勢彼此交談，它不是完整的語言，但是有許多語言的樣子，也可以達到溝通的需求。從那天之後孩子們開始發展出的便是自己本土的手語，這個語言不同於外人所說的西班牙語，當然他也不是國際常用的美國手語ASL，它完全是一個自然語言。
另外中国网络上也散布着皮钦语的痕迹。

## 延伸閱讀
- Holm, John (2000), An Introduction to Pidgins and Creoles, Cambridge Univ. Press.